# Brachauchenius
Brachauchenius (z gr. "krótka szyja") jest nazwą drapieżnego pliozaura żyjącego w morzach kredy (od późnego barremu do turonu). Obecnie dysponujemy kilkoma prawie kompletnyni czaszkami z żuchwami oraz częściowo zachowanymi szkieletami tych morskich gadów. Skamieniałości pochodzą ze Stanów Zjednoczonych (stany Kansas i Teksas), Kolumbii i Maroka.

## Historia odkryć
Pierwsze szczątki Brachauuchenius zostały odkryte w r 1903, w Kansas, w formacji Benton hrabstwa Ottawa County. Opisane zostały następnie przez Samuela Willinstona. W roku 1907 Williston opisał czaszkę odkrytą w Teksasie, (w okolicach Austin, formacja Eagle Ford). W 1951 Robert i Frank Jenrich odnaleźli na terenie kansaskiego hrabstwa Russell County szczątki kolejnego okazu.
W roku 2004 dokonano w Kolumbii odkrycia dobrze zachowanego szkieletu tego gada na terenie Villa de Leyva, w formacji Paja.

## Budowa
- Brachauchenius był dużym pliozaurem, mierzącym nawet do 11 metrów. Masa ciała wynosiła 19-20 ton.
- Jego czaszka mierzyła do ponad 1,50 metra, a żuchwa do 1,84 metra długości. Trójkątna głowa miała nietypowy wygląd: przypominała bardziej głowy mozazurów niż innych pliozaurów, których pyski kończyły się tępo zaraz przed nozdrzami. Mocne szczęki wyposażone były w zestaw ostrych zębów.
- Charakterystyczna dla pliozaurów krótka szyja składała się z 13 krótkich kręgów i mierzyła mniej więcej 3/4 długości głowy. Żebra szyjne posiadały pojedyncze głowy, podczas gdy większość pliozaurów każde posiada podwójne głowy żeber szyjnych.
- Zwierzę posiadało dwie pary wiosłowatych płetw, za pomocą których poruszało się w wodzie, podobnie jak żółwie. Ich budowa nie była przystosowana do poruszania się na lądzie. Jednak możliwe jest, że gad ten mógł wydostawać się na brzeg, na przykład w celu złożenia jaj w piasku.
- Brachauchenius oddychał powietrzem atmosferycznym za pomocą płuc.

## Odżywianie
Brachauchenius żywił się najprawdopodobniej rybami, głowonogami, a także innymi morskimi gadami. Jego łupem mogły padać żółwie z rodzaju Desmatochelys.